# Bošnjanović
Bošnjanović (en serbe cyrillique : Бошњановић) est un village de Serbie situé dans la municipalité de Ljig, district de Kolubara. Au recensement de 2011, il comptait 247 habitants.

## Démographie
| 1948 | 1953 | 1961 | 1971 | 1981 | 1991 | 2002 | 2011 |
| ---- | ---- | ---- | ---- | ---- | ---- | ---- | ---- |
| 448  | 460  | 432  | 430  | 421  | 367  | 286  | 247  |

|  |